# Pseudochelidon
Pseudochelidon és un dels gèneres d'ocells, de la família dels hirundínids (Hirundinidae), i l'unic de la subfamília dels pseudoquelidonins (Pseudochelidoninae). Al contrari que altres espècies de la família, tenen bec i potes fortes i grans.

## Taxonomia
Segons la classificació del Congrés Ornitològic Internacional (versió 12.3, 2023), aquest gènere conté dues espècies:
- Pseudochelidon eurystomina - oreneta de ribera ullvermella.
- Pseudochelidon sirintarae - oreneta de ribera ullblanca.